# Anthony Collins (filosof)
 For alternative betydninger, se Anthony Collins. (Se også artikler, som begynder med Anthony Collins)
Anthony Collins (John Anthony Collins) (født 21. juni 1676, død 13. december 1729) var en engelsk filosof og en af hovedmændene blandt de engelske "Fritænkere" og "Deister" (deismen). Han forsvarede den frie tænknings ret over for de kirkelige autoriteter.
Collins blev født i Heston, nær Hounslow i Middlesex, England. Han blev uddannet på Eton College og King's College, Cambridge, og studerede jura på Middle Temple. Den mest interessante episode i hans liv var hans bekendtskab med filosoffen John Locke, som i sine breve omtaler Collins med varme og beundring. I 1715 bosatte han sig i Essex, hvor han betjente stillingen som dommer og vice-sherif, en stilling han tidligere havde bestridt i Middlesex. Han døde i sit hus på Harley Street i London.
Hans skrifter opsummerer effektivt de tidligere engelske fritænkeres tanker. Den ulastelige høflighed i hans stil står i slående kontrast til hans modstanderes voldsomhed; og han var ikke, til trods for hans uortodokse livssyn, ateist eller en agnostiker. Ifølge ham selv var "uvidenhed fundamentet til ateisme" (Discourse of Freethinking, 105).
Hans vigtigste værker var Essay concerning the Use of Reason in Propositions the Evidence whereof depends on Human Testimony (1707), hvor i han afviser distinktionen mellem "over fornuften" og "imod fornuften", og krævede at åbenbaringen skulle tilpasses menneskets naturlige idéer omkring Gud. Hovedværket var A Discourse of Freethinking, occasioned by the Rise and Growth of a Sect called Freethinkers (1713) som fremfører at fritænkeri er en rettighed der ikke må lægges bånd på, fordi den søgen mod opnåelsen af sandheden i sidste ende er et gode for samfundet, og ikke kun er tilladt men endog opmuntres i Bibelen. Han hævder at kristendommens opståen og den tidlige succes i omvendelser etymologisk indebar en form for fritænken.
Collins var påvirket af vennen John Locke.

## Externe hevisninger
- Biografi i Salmonsens Konversationsleksikon